# کیانسه
کیانسه یا کیانسیه دریاچه‌است که هووی همسر زردشت پس از نزدیکی با زردشت خود را در آن می‌شوید و نطفه‌های زردشت از طریق هووی وارد آب می‌شوند و توسط ایزد نریوسنگ نطفه‌ها در اختیار ایزد بانو اردوی سوره آناهیتا برای نگهداری قرار می‌گیرد تا در زمان مناسب با نطفه مادران فرزندان موعود زردشت (اوشیدر، اوشیدر ماه و سوشیانس) بیامیزند. جای نگهداری این نطفه‌ها همان آب کیانسه‌ است که ۹۹۹۹۹ فروهر مقدس از آنها نگهداری می‌کنند. کیانسه همان دریاچه هامون امروزی در سیستان است.